# World Netball
World Netball est une association sportive internationale qui fédère 80 fédérations nationales du monde entier. Jusqu'en 2021, elle portait le nom de Fédération internationale de netball,,.
World Netball est affiliée à l'Association globale des fédérations internationales sportives et à l'Association des fédérations internationales de sports reconnues par le Comité international olympique. Elle est également partie prenante de l'Agence mondiale antidopage.
Elle est responsable du classement mondial des équipes nationales, de la définition des règles officielles et de l'organisation de compétitions internationales majeures.
Au 30 juin 2023, l'équipe d'Australie est première au classement mondial de l'INF, suivie par la Nouvelle-Zélande, l'Angleterre, la Jamaïque et l'Afrique du Sud. 

Ancien logo de la Fédération internationale de netball

## Associations membres
En 2023, l'IFNA avait 74 pays membres répartis en cinq zones. Chaque zone a sa propre fédération régionale.
| Afrique | Amériques | Asie | Europe | Océanie                                                                                      |
| Membres de plein droit | Membres de plein droit | Membres de plein droit | Membres de plein droit | Membres de plein droit                                                                       |
| --- | --- | --- | --- | -------------------------------------------------------------------------------------------- |
| - Afrique du Sud - Burundi - Botswana - Côte d'Ivoire - Eswatini - Kenya - Lesotho - Malawi - Namibie - Ouganda - Tanzanie - Zambie - Zimbabwe | - Antigua-et-Barbuda - Argentine - Barbade - Bermudes - Canada - Caïmans - Dominique - États-Unis - Grenade - Guadeloupe - Jamaïque - Sainte-Lucie - Sint-Maarten - Saint-Christophe-et-Niévès - Saint-Vincent-et-les-Grenadines - Trinité-et-Tobago | - Australie* - Brunei - Hong Kong - Inde - Malaisie - Maldives - Pakistan - Philippines - Singapour - Sri Lanka - Taipei chinois - Thaïlande | - Angleterre - Gibraltar - Écosse - Émirats arabes unis* - France - Israël - Malte - Île de Man - Irlande - Irlande du Nord - Pays de Galles - Suisse | - Îles Cook - Fidji - Nouvelle-Zélande - Papouasie-Nouvelle-Guinée - Salomon - Samoa - Tonga |
| Membres associés | | | |                                                                                              |
| - Cameroun - République centrafricaine - République démocratique du Congo - Guinée - Liberia - Nigeria - Seychelles                            | - Anguilla - République dominicaine - Venezuela | - Bahreïn - Bangladesh - Corée du Sud - Japon - Népal - Timor oriental                                                                       | - Danemark - Suède | - Norfolk - Tokelau                                                                          |

* Deux pays font partie d'une fédération n'appartenant pas classiquement à leur continent
- L'Australie fait partie de la Fédération d'Asie et non d'Océanie
- Les Émirats arabes unis fait partie de la Fédération d'Europe de Netball et non d'Asie